# Huis der Meinhardijnen

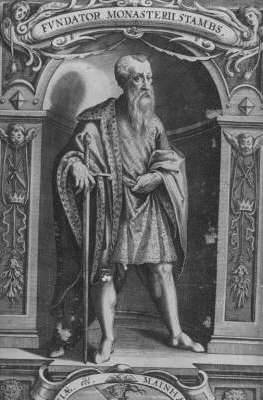
Meinhard II van Gorizia-Tirol

Het huis der Meinhardijnen (Duits: Meinhardiner), ook graven van Görz, was een Oostenrijkse dynastie van hertogen, markgraven, paltsgraven, rijksvorsten en graven die vanaf de 11e eeuw bekend is. Ook een koning van Bohemen en Polen, Hendrik van Karinthië, behoorde tot dit geslacht.

## Geschiedenis
Als eerste vertegenwoordiger van het geslacht der Meinhardijnen verschijnt in de 11e eeuw graaf Markwart van Gorizia († 1090) die in het Pustertal in Zuid-Tirol leefde. Hij was een zoon van Engelbert IV, graaf van Pustertal en Inndal uit de dynastie van de Sieghardinger, die ook stamvaderen van de hertogen, koningen en keizer uit het huis Hohenstaufen waren. Zijn oudste zoon Engelbert I van Gorizia was de eerste graaf van Görz (Gorizia). De achterkleinzoon van Meinhard I van Gorizia, de tweede zoon, Meinhard III van Gorizia-Tirol, erfde 1253 het graafschap Tirol.
De zoons van Meinhard I van Tirol verdeelden onderling hun erfgoed in 1271. Zijn oudste zoon Meinhard II van Gorizia-Tirol verkreeg het graafschap Tirol (Meinhardinische Linie, ook "Tiroler Meinhardiner") en de tweede zoon, Albert I van Gorizia behield het oorspronkelijke graafschap Görz (Albertinische Linie, ook "Görzer Meinhardiner"). Meinhard II was sinds 1286 de eerste meinhardijnse hertog van Karinthië. Deze Tiroolse linie is met de Pools-Boheemse koning Hendrik van Karinthië in 1335 uitgestorven. Het dynastieke geslacht hield op te bestaan met het uitsterven van de Görzse linie in 1500.

### Stamboom
Sieghardinger → 
1. Markwart van Gorizia († 1090), graaf van Pustertal
  1. Engelbert I van Gorizia († 1122), graaf van Görz, paltsgraaf van Beieren; → heren von Graben († 1776), → graven en vorsten Orsini-Rosenberg,
  2. Meinhard I van Gorizia († 1142), graaf van Görz, paltsgraaf van Karinthië, voogd van Aquileia
    1. Hendrik II van Gorizia († 1150), graaf van Görz
    2. Engelbert II van Gorizia († 1191), graaf van Görz, markgraaf van Istrië, paltsgraaf van Karinthië, voogd van Aquileia
    3. Meinhard van Gorizia en Istrië († 1193), markgraaf van Istrië, graaf of voogd van Parenzo
      1. Engelbert III van Gorizia († 1220), graaf van Görz
      2. Meinhard II van Gorizia (um 1160-1231), graaf van Görz, voogd van Aquileia 
        1. Meinhard III van Gorizia-Tirol († 1258), graaf van Gorizia en Tirol, markgraaf van Istrië, voogd van Aquileia, Trient, Brixen en Bozen
          1. Meinhard IV van Gorizia-Tirol († 1295), graaf van Gorizia en Tirol, hertog van Karinthië; → graven van Eschenloch
            1. Elisabeth van Gorizia-Tirol (ca. 1262-1313), Duitse koningin
            2. Otto van Tirol-Karinthië (ca. 1265-1310), graaf van Tirol, hertog van Karinthië
              1. Elisabeth van Karinthië, koningin van Sicilië

            3. Albert II († 1292), graaf van Tirol
            4. Ludwig († 1305)
            5. Hendrik van Karinthië († 1335), graaf van Tirol, hertog van Karinthië, koning van Bohemen en Polen, markgraaf van Moravië
              1. Margaretha Maultasch († 1369), gravin van Tirol
                1. Meinhard III van Tirol (1344-1363), hertog van Opper-Beieren, graaf van Tirol

            6. Agnes van Gorizia-Tirol (1267-1293)

          2. Albert I van Gorizia († 1304), graaf van Tirol en Görz
            1. Hendrik III van Gorizia († 1323), graaf van Görz
              1. Meinhard V van Gorizia († 1318), graaf van Görz
              2. Jan Hendrik IV van Gorizia († 1338), graaf van Görz

            2. Albert II van Gorizia († 1327), graaf van Görz
              1. Albert III/IV van Gorizia († 1365/74), graaf van Görz
              2. II. Hendrik V van Gorizia († 1362), graaf van Görz
              3. II. Meinhard VI/VII van Gorizia († 1385), graaf van Görz, rijksvorst
                1. Catharina van Gorizia († 1391), hertogin van Beieren-München
                2. Hendrik VI van Gorizia († 1454), graaf van Görz en Kirchberg, rijksvorst, paltsgraaf van Karinthië
                  1. Jan II van Gorizia († 1462), graaf van Görz
                  2. Leonard van Gorizia († 1500), graaf van Görz; de laatste van zijn geslacht
                  3. Lodewijk van Gorizia († 1457), graaf van Görz

                3. Jan Meinhard VII van Gorizia en Kirchberg († 1430), graaf van Kirchberg, paltsgraaf van Karinthië